# Газурек, Себастьян
Себастьян Газурек (пол. Sebastian Gazurek, род. 18 июня 1990 года, Висла, Польша) — польский лыжник, участник Олимпийских игр в Сочи. Универсал, одинаково успешно выступает и в спринтерских гонках и в дистанционных гонках.
В Кубке мира Газурек дебютировал 28 ноября 2010 года, всего стартовал в 11 личных гонках в рамках Кубка мира, но не поднимался в них выше 48-го места и кубковых очков не завоёвывал. Более регулярно и успешно выступает в Славянском кубке, где был четвёртым в общем итоговом зачёте в сезоне 2010/11.
На Олимпийских играх 2014 года в Сочи, стартовал в трёх гонках: 15 км классическим стилем — 55-е место, спринт — 57-е место и эстафета — 15-е место.
За свою карьеру принимал участие в одном чемпионате мира, на чемпионате мира 2013 года его лучшим результатом в личных гонках стало 60-е место в спринте.
Использует лыжи производства фирмы Fischer, ботинки и крепления Salomon.